# Čajetina
Čajetina je zlatiborska varošica i njegovo administrativno središte. Godine 1991. imala je 2584 stanovnika i 840 domova, a 2002. godine 3162 stanovnika i 1016 domova.
Postoji nekoliko predanja o postanku imena Čajetine. Jedno kaže da je ona bila posjed turskog spahije Čaja, a jedno drugo da su Turci ovdje uhitili i zarobili jednog mladića, pa se mjesto nazvalo po turskoj riječi čajet, što znači "nemoć". Ipak, vjerojatno najtočnije predanje kaže da to ime potječe od riječi čajati ili čajiti, što je nekada na lokalnom govoru značilo "čekati". Pošto su se plašili zimi pojedinačno putovati preko Zlatibora, zlatiborske kiridžije su se ovdje sačekivali vraćajući se iz Šumadije.
Prvi do danas pronađeni dokument koji spominje Čajetinu je iz 1815. godine. To je pismo zlatiborskog serdara Jovana Mićića srbijanskom knezu Milošu, kojim ga izvješćuje o prijemu poreznih knjiga. Čajetinu 1826. godine spominje i Joakim Vujić u svojoj knjizi "Putešestvije po Serbiji". On piše da je od Čigote, preko Strmca, kroz gustu šumu, došao u Mićićevu Čajetinu, u kojoj je rujanski serdar imao svoj dvor.
Kada je postavljen za rujanskog kneza, Jovan Mićić je izabrao Čajetinu za svoje stalno sjedište i 1817. u njoj je podigao konak s mnogim zgradama. Oko Mićićevog konaka se kasnije razvila varošica Čajetina.
Prema predanju, najstarija obitelj u Čajetini su Šišovići, i Džambići koji vode podrijetlom od njih. Druge dvije najstarije obitelji su Spasenići i Ninčići. Svi ostali su doseljeni iz Raške, Hercegovine, Bosne, Crne Gore, ili iz drugih zlatiborskih sela.
Čajetina je imala veliki značaj. Ona je bila središte jednog velikog teritorija na zapadu Srbije, a preko nje su išle diplomatske veze Srbije s Crnom Gorom. U to vrijeme je imala svega nekoliko kuća, ali se, vremenom, sve više izgrađivala. Sjedište užičkog okruga je ostalo u Čajetini sve do 1845. godine, kada su ga Ustavobranitelji premjestili u Užice. 1863. godine, za vrijeme druge vladavine Mihaila Obrenovića, sjedište okruga se vraća u Čajetinu i iste godine ona dobiva vodovod. Krajem 19. stoljeća, izgrađene su i škola i crkva. Nova školska zgrada je podignuta 1905. godine. 1927. godine izgrađen je suvremeni put Užice-Kraljeve Vode, pa je i Čajetina priključena na njega.
Godine 1930., čajetinska općina je podnijela molbu Ministarstvu unutarnjih djela Srbije da se Čajetina proglasi za varošicu (gradić), i ova molba je usvojena studenog iste godine, pa je Srbija dobila jednu od najmanjih varošica.